# Amtsgericht Siegen

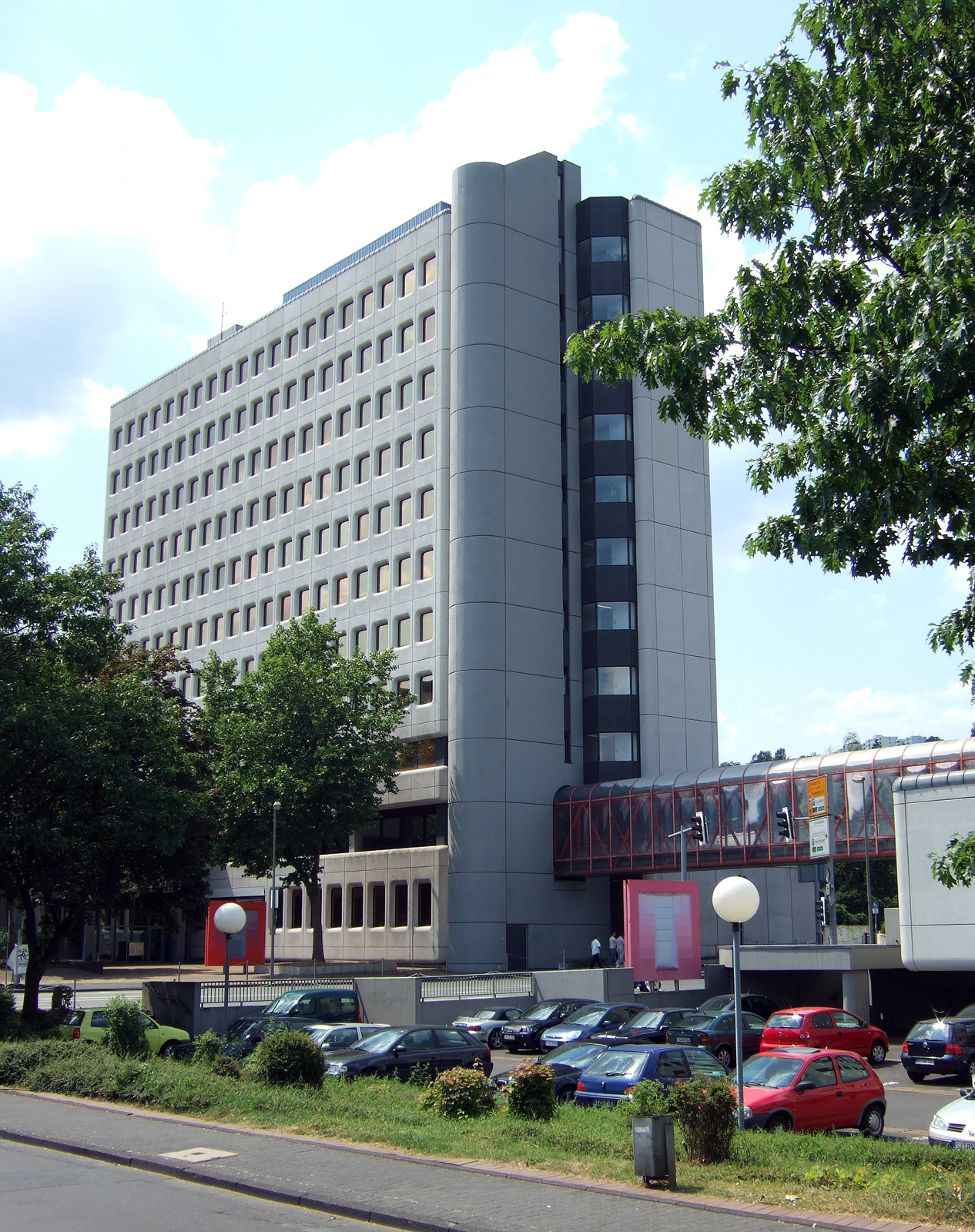
Justizhochhaus

Das Amtsgericht Siegen ist ein Gericht der ordentlichen Gerichtsbarkeit und eines von vier Amtsgerichten im Bezirk des Landgerichts Siegen.

## Gerichtssitz und -bezirk
Sitz des Gerichts ist die Kreisstadt Siegen im Siegerland. Der Gerichtsbezirk umfasst das Gebiet der Städte und Gemeinden Burbach, Freudenberg, Hilchenbach, Kreuztal, Netphen, Neunkirchen, Siegen und Wilnsdorf.
Für Insolvenzverfahren und die Führung des Handels- und Genossenschaftsregisters sowie des Vereinsregisters ist das Amtsgericht Siegen für den gesamten Landgerichtsbezirk zuständig. Das Partnerschaftsregister wird von dem Amtsgericht Essen geführt.
Mahnverfahren bearbeitet das Amtsgericht Hagen als Zentrales Mahngericht.

## Gebäude
Das Gericht ist im Justizflachbau Berliner Straße 21 sowie zusammen mit dem Landgericht und der Staatsanwaltschaft im Justizhochhaus Berliner Straße 22 untergebracht.

## Geschichte
1849 entstand aus dem Land- und Stadtgericht Siegen das „Kreisgericht Siegen“, das 1879 aufgehoben wurde. Das Amtsgericht (AG) Siegen wurde mit Inkrafttreten des Gerichtsverfassungsgesetzes errichtet. Es gehörte zunächst zum Bezirk des Landgerichts Arnsberg.

## Übergeordnete Gerichte
Dem Amtsgericht Siegen ist das Landgericht Siegen übergeordnet. Zuständiges Oberlandesgericht ist das Oberlandesgericht Hamm.